# Clima da Itália

Clima da Itália

A Itália, conhecida por sua rica história, cultura e paisagens deslumbrantes, apresenta uma ampla diversidade climática, influenciada por sua localização geográfica, topografia variada e proximidade com o Mar Mediterrâneo.

## Clima do norte da Itália
O clima no Norte da Itália é predominantemente temperado, com verões quentes e invernos frios. Nas regiões alpinas, o clima tende a ser mais frio, com invernos rigorosos e nevados, especialmente em áreas de maior altitude. As cidades de Milão e Turim experimentam invernos frios, com temperaturas médias entre 0°C e 5°C, e verões quentes, com temperaturas médias em torno de 25°C a 30°C.

## Clima do centro da Itália
No centro da Itália, o clima varia de temperado a subtropical, dependendo da localização geográfica. As regiões costeiras da Toscana e Lácio desfrutam de invernos suaves e verões quentes, com uma quantidade significativa de precipitação durante os meses de outono e inverno. Roma, a capital da Itália, possui um clima mediterrâneo, com invernos amenos e chuvosos e verões quentes e secos.

## Clima do sul da Itália e ilhas
O sul da Itália e as ilhas, como Sicília e Sardenha, possuem um clima predominantemente mediterrâneo, caracterizado por invernos suaves e úmidos e verões quentes e secos. As temperaturas no sul da Itália geralmente são mais altas do que no norte, com invernos com médias em torno de 10°C a 15°C e verões com médias acima de 30°C. No entanto, as ilhas costeiras podem experimentar temperaturas mais amenas devido à influência do mar.

## Fatores climáticos
Vários fatores contribuem para a diversidade climática da Itália:
- Localização Geográfica: A Itália está localizada na região sul da Europa, com uma extensa costa ao longo do Mar Mediterrâneo. Isso influencia significativamente seu clima, tornando-o suscetível a influências marítimas.
- Topografia: A topografia montanhosa do norte da Itália, incluindo os Alpes, exerce influência sobre os padrões climáticos, criando microclimas e afetando a distribuição da precipitação.
- Correntes Oceânicas: As correntes oceânicas, como a Corrente do Golfo, influenciam o clima costeiro da Itália, moderando as temperaturas e contribuindo para a ocorrência de chuvas.
- Ventos: Ventos como o siroco, que sopra do norte da África, e o mistral, que vem do noroeste, podem afetar o clima em diferentes regiões da Itália, trazendo calor ou resfriamento, respectivamente.